# Wat Asokaram (Sukhothai)
Wat Asokārām (Thai วัดอโศการาม, auch: Wat Salat Dai – วัดสลัดได) ist die Ruine einer buddhistischen Tempelanlage (Wat) im Sukhothai, Provinz Sukhothai in der Nordregion von Thailand.

## Lage
Der Wat Asokārām liegt etwa 2,5 Kilometer südöstlich des südlichen Stadttores (ประตูนโม – Pratu Namo) außerhalb der Alten Stadt (Mueang Kao – เมืองเก่า) von Sukhothai.
Wat Asokārām ist Teil des Geschichtsparks Sukhothai.

## Geschichte
Der Wat Asokārām wurde in der Zeit des Königreiches Sukhothai zur Regierungszeit von König Sai Lüthai im Jahr 1399 gegründet.
Der Name Asokārām war lange Zeit vergessen. Einheimische nannten den Tempel „Wat Salat Dai“, weil das Gelände von Euphorbia antiquorum (aus der Familie der Wolfsmilchgewächse, Thai: สลัดได – Salat Dai) überwachsen war.
Als Schatzsucher 1958 an dem Chedi gruben, fanden sie eine Steininschrift, die sie achtlos beiseitelegten. Einheimische informierten das Fine Arts Department, welches die Inschrift sicherte. Heute ist sie im Ramkhamhaeng-Nationalmuseum zu besichtigen.
Die Steininschrift informiert über die Gründung des Wat Asokārām im Jahr 1399 durch die Witwe von Maha Thammaracha II., der Königinmutter, die hier „Saṃtec Braḥ Rājavebī Śrī Cuḷālakṣaṇa Agrarājamahesī Devadharaṇī Tilakaratana“ genannt wird. Sie war die Tochter von König Maha Thammaracha I. (Li Thai). Mit ihrem Ehemann Maha Thammaracha II. hatte sie zwei Söhne, Maha Thammaracha III. (Sai Lüthai), König zur Zeit der Tempelgründung, und einen Prinzen mit Namen Asoka, von dem heute nichts bekannt ist.
Im Jahr des Hasen 761 C.S. (1399 A.D.) am siebten Tage der zunehmenden Hälfte des Monats Phagguṇā (Pali, ผคฺคุณา, Februar–März), so die Königinmutter in der Steininschrift, war der Chedi fertiggestellt. Darin befand sich eine Reliquienkammer, in der sie zwei Reliquien hinterlegte, die angeblich aus Tambapannipura (Sri Lanka) kamen. Vier Monate später stiftete sie eine Buddha-Statue, eine Versammlungshalle (Wihan), einen Mondop, Kutis, eine Mauer, eine Brücke, eine Straße und verschiedene Bäume, darunter auch einen „Śrī Mahābodhi“ (ศรีมหาโพธิ), den so genannten Bodhi-Baum, unter dem der Buddha seine Erleuchtung erfuhr. Sie lud dann den bekannten Mahathera (hochrangigen Mönch) Sarabhaṅga als Abt des Tempels ein.

## Etymologie
Aus der 1958 gefundenen Steininschrift geht nicht hervor, warum die Königinmutter dem Tempel Asokārām genannt hat. Ein möglicher Grund ist die Übertragung der Meriten, die ihr durch die Gründung zukommen, an ihren Ehegatten, dessen persönlicher Name – obwohl unbekannt – Asoka gewesen sein könnte. Denn die Gründerin beschreibt in der Steininschrift, dass sie alle Verdienste an verschiedene Verstorbene überträgt. Ein anderer Grund könnte der Name eines Vorfahren oder sogar der indische Herrscher Aśoka selbst gewesen sein. Nicht auszuschließen ist auch die Möglichkeit, dass die Gründerin einen Hain von „Asoka-Bäumen“ (Saraca asoca), die hier häufig vorkommen, auf dem Tempelgelände angelegt hat.

## Sehenswürdigkeiten
Folgende Sehenswürdigkeiten befinden sich auf dem Tempelgelände:
- Ein großer Chedi, der wie eine 5-stufige Stufenpyramide aufgebaut ist,
- Fundamente einer Versammlungshalle (Wihan) und eines Mondop, sowie
- Fundamente einiger kleinerer Chedis.
- Ein Wassergraben umgibt das Gelände.